# Медени (филм)
Медени (енгл. Honey Boy) је амерички драмски филм из 2019. године, који је режирала Алма Хар'ел (у њеном наративном дугометражном редитељском дебију са сценаријем Шаје Лабафа, заснованом на његовом детињству и односу са оцем. У главним улогама су Лабаф, Лукас Хеџес, Ноа Јуп и ФКА Твигс.
Лабаф је оригинално написао сценарио као вид терапије док је био на рехабилитацији. Пројекат је најављен у марту 2018. године, а глумачка екипа је изабрана у наредна два месеца. Снимање се одвијало у Лос Анђелесу у трајању од отприлике три недеље.
Филм је имао светску премијеру на филмском фестивалу „Санденс” 25. јануара 2019. године, а у издању Амазон студиос објављен је 8. новембра исте године. Филм је наишао на позитивне рецензије критичара, који су похвалили Хар'елову режију, као и перформансе Лабафа и Јупа.

## Улоге
| ГЛУМАЦ      | УЛОГА            |
| ----------- | ---------------- |
| Шаја ЛаБаф  | Џејмс Лорт       |
| Лукас Хеџес | Отис Лорт (22)   |
| Ноа Јуп     | Отис Лорт (12)   |
| ФКА Твигс   | Стидљива девојка |
| Маика Монро | Сандра           |
| Наташа Лион | Отисова мајка    |
| Мартин Стар | Алек             |

## Продукција
Сценарио је засновао на сопственом животу, с тим што се лик који он тумачи заснивао на његовом оцу, а наслов филма потиче од Шајиног надимка из детињства. Сценарио је написао као део свог програма рехабилитације.
Упитан о томе како је снимање филма према његовом сценарију утицало на његову рехабилитацију, ЛаБаф је рекао:
„Чудно је фетишизовати своју бол и од ње направити производ и осећати се кривим због тога. Било је врло себично. Читав овај поступак се чинио себичним. Никад се нисам удубио у ова размишљања, 'ја ћу помоћи људима'. То ми није био циљ. Пропадао сам.”Shia LaBeouf on Writing Biopic 'Honey Boy': "I Was Falling Apart"
Продукција је започета у мају 2018. године, у Лос Анђелесу, Калифорнија, а трајала је 19 дана.

## Пријем

### Зарада
Медени је зарадио 3 милиона долара у Сједињеним Државама и Канади, и 258. 087 долара у другим земљама, укупно 3,3 милиона у целом свету, док је буџет за снимање филма био 3,5 милиона долара. Филм је првог викенда зарадио 301.075 долара у четири биоскопа, што се сматра „снажним” почетком. Следећег викенда се проширио на 17 биоскопских сала, зарадивши 203. 272 долара.

### Критике
На веб-сајту који прикупља филмске рецензије и критике „Rotten Tomatoes” филм има позитивну оцену од 94% на основу 230 критика и просечну оцену 7,70 / 10.
За „Метакритик”, филм има пондерисану просечну оцену 73 од 100, на основу 41 критичара, указујући на „генерално повољне критике”.
А. А. Доуд из А.В. Клуба је написао, „Као прослављени облик драмске терапије, филм Медени је фасцинантан”.
Филм се нашао на седмом месту на листи најбољих филмова 2019. године коју је саставила Линдзи Бахр из новина „Асошијетед прес”.